# Peridrome orbicularis
Peridrome orbicularis är en fjärilsart som beskrevs av Walker 1854. Peridrome orbicularis ingår i släktet Peridrome och familjen nattflyn. Inga underarter finns listade i Catalogue of Life.

## Bildgalleri

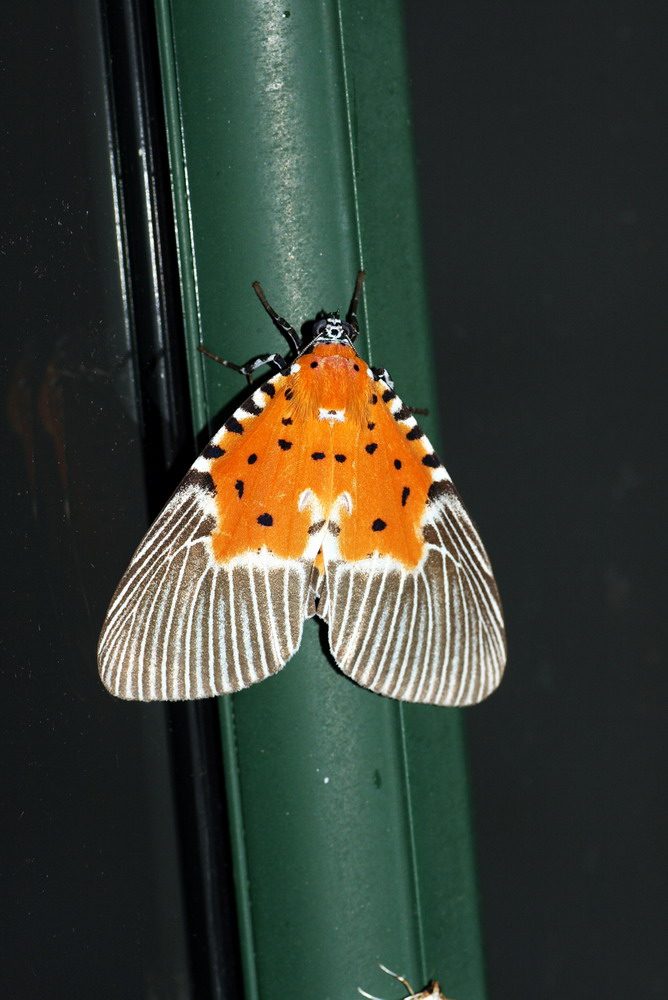